# Ávalos
Cristiano Espindola de Ávalos dos Passos, mais conhecido simplesmente como Ávalos (Cascavel, 27 de dezembro de 1977), é um ex-futebolista brasileiro, que atuava como zagueiro.
Atualmente, é treinador do time sub-17 do FC Cascavel.

## Carreira
Ávalos começou a jogar futebol no Flamengo Esporte Clube, do Paraná. Deu seus primeiros passos na carreira em 1996, atuando pelo time sub-19 do Cascavel Esporte Clube.
Depois de uma rápida ascensão, foi para a base do Atlético-PR onde teve sua primeira chance como profissional com o técnico Abel Braga. No clube foi campeão estadual.
Após, passou pelo Comercial e pelo Paraná Clube, onde se destacou. Chegou ao clube em 2002 e em 2003 foi um dos pilares de um time que não foi muito bem no estadual, mas acabou fazendo uma boa campanha no Brasileiro, terminando num décimo lugar. Naquele campeonato, Ávalos marca 5 gols.
Ao final daquela temporada é negociado com o futebol sul-coreano, no Suwon Bluewings.
Foi anunciado em 28 de junho de 2004 no Santos FC, Ávalos conseguiu ser Campeão Brasileiro em 2004 e ganhou o Bicampeonato Paulista em 2006/07.
No início de 2006, sentiu dores com lesão nos ligamentos do ombro esquerdo e afastou-se por dois meses.
Em abril de 2007, depois de ser pouco aproveitado no Santos, foi contratado pelo Sport, para a disputa da Copa do Brasil e do Campeonato Brasileiro.
Em agosto de 2010 foi contratado pelo América-RJ para a disputa da Série D do Campeonato Brasileiro. Apesar dos três meses sem jogar após a fim do campeonato paulista, o jogador supreendeu ao se apresentar em boa condição física.
Em 2010 acertou a sua transferência para o Volta Redonda.
Em 2011 atuou no futebol capixaba, pelo Vilavelhense. Ainda em 2011, Ávalos assinou contrato com o São José, onde disputou a A2 do Paulista.
Em maio de 2012, transfere-se para o Clube do Remo para a disputa da Série D. No clube desde o início da Série D, Ávalos, que jamais conseguiu cair nas graças da torcida e muito menos da crônica esportiva paraense, sofreu com algumas contusões e ainda assim foi titular na maioria das partidas da equipe azulina no torneio nacional. O jogador, de 34 anos, era criticado principalmente por sua lentidão e dificuldade na marcação, principalmente quando precisar dar combate direto aos atacantes adversários.
O zagueiro encerrou a carreira profissional em 2014, no FC Cascavel.
Em junho de 2014, o zagueiro acertou com o São Jorge Futebol Clube, do Paraná, para atuar em jogos do campeonato amador da região. Logo na estréia no dia 22 de junho, contra o Atlético Marialva, o zagueiro marca um gol, e ajuda seu time na vitória por 3x0.
Em 2016, atuou na equipe do Flamengo E.C. clube amador de Foz do Iguaçu.
Desde 2019, atua como técnico das categorias de base do FC Cascavel. Em 2022, foi técnico do Sub-20 do time.

## Títulos

### Santos
- Campeonato Brasileiro: 2004
- Campeonato Paulista: 2006 e 2007[11]